# Transdev Travel
Transdev Travel, anciennement Transdev Darche-Gros, est une entreprise de transport par autocars de Seine-et-Marne, appartenant au groupe Transdev. Avec l'ouverture à la concurrence des transports en commun en Île-de-France, l'entreprise est contrainte de séparer ses activités de transport régulier.

## Histoire
L'entreprise est créée en 1934, vraisemblablement pour reprendre l'exploitation par autocars du tramway de Verneuil-l'Étang à Melun qui cessait alors le transport de voyageurs. Le siège social est historiquement basé à Touquin, en Seine-et-Marne. En 1991, un centre est créé à Melun après le rachat de la société ITS.
En 2003, le groupe Marne et Morin Espaces, acquiert Darche-Gros. En septembre de la même année, le groupe, qui décide de se rebaptiser Espaces SA, compte 770 collaborateurs (dont 650 chauffeurs) et 500 autocars et autobus, et prévoit de réaliser un chiffre d'affaires de plus de 66 millions d'euros et devenir, selon son PDG de l'époque Jean Bernini, « le sixième opérateur français indépendant, derrière les trois « géants » du transport de voyageurs que sont Connex, Keolis et Transdev. » En 2006, le siège social déménage dans de nouveaux locaux à Coulommiers, pour répondre au besoin d'extension de l'entreprise. Un centre avait déjà été construit dans la ville en 1990. Le groupe Espaces SA est repris par Transdev en 2008.
Comme pour beaucoup d'entreprises de bus, Darche-Gros a assisté à des grèves de la part de ses conducteurs. En juin 2006, on assiste à un mouvement de grève des conducteurs de cars Darche-Gros durant huit jours, pour une hausse de salaire. Une autre devait s'effectuer le 22 juin 2009 mais n'a pas eu lieu, et un service minimum a été effectué.
En 2017, l'entreprise scinde sa ligne 13 en quatre bus distincts. La ligne A dessert le centre commercial de Vaux et rejoint l'hôpital, la B relie le centre commercial de Vaux à Gambetta, et la C relie le Theil à la gare de Coulommiers. Enfin, la ligne D part quant à elle de Vaux Résidence et rejoint l'avenue Gastellier.
En janvier 2019, Darche-Gros interrompt la circulation de ses cars « jusqu’à nouvel ordre » à la suite d'un fort épisode neigeux empêchant la circulation. Cette même année, Christophe Guignier, directeur du centre-bus de Coulommiers met en avant la féminisation de son réseau précisant que : « si nous faisons un focus sur notre centre d’exploitation à Coulommiers, le taux de féminisation au sein de nos équipes de conduite monte à 29 % ».
En février 2022, le conseil d’Île-de-France Mobilités attribue en délégation de service public l'exploitation de 67 lignes de bus et un service de transport à la nouvelle société Transdev Brie et Deux Morin dans le cadre du réseau de bus Brie et 2 Morin qui succède aux réseaux Tramy, Coul'Bus et Pays Fertois notamment. L'exploitation débute au 1er août 2022 pour une durée de cinq ans.
Le siège social est déplacé en octobre 2022 à Ferrières-en-Brie.
Le 1er janvier 2023, dans le cadre de l’ouverture à la concurrence du réseau de bus d’Île-de-France, l’exploitant perd l'exploitation de plusieurs lignes de différents réseaux au profit de Keolis et du nouveau réseau de bus Pays Briard ; seule la ligne 14 du réseau de bus Yerres - Brie Centrale fut conservée par la société jusqu'à son intégration le 1er août 2023 dans le Réseau de bus Provinois - Brie et Seine.
En novembre 2024, l'entreprise devient Transdev Travel et absorbe deux autres filiales de Transdev : Transdev Shuttle France et Europe Autocar.

## Exploitation

### Dépôts
Darche-Gros possédait trois centres d'exploitation à Coulommiers, Melun et Ferrières-en-Brie. Le centre-bus de Coulommiers, créé en 1990, gérait des véhicules de transports urbains, de transports réguliers privés et de transports occasionnels. En 2009, son effectif était d'environ 105 salariés pour un parc de 80 véhicules répartis sur trois dépôts (Coulommiers, Rebais et La Ferté-Gaucher).
Le centre de Melun, créé en 1991 après le rachat de la société ITS, gérait les mêmes types de véhicules. En 2009, son effectif était d'environ 85 salariés pour un parc de 70 véhicules répartis sur quatre dépôts (Melun, La Rochette, Nangis et Guignes). Le centre de Ferrières-en-Brie, créé en 2001, à la suite de la fusion de la société Picard (S.A rachetée en 1982 par M. Gros, filiale de Darche-Gros située à Fontenay-sous-Bois jusqu’en mars 2001), gère des véhicules de transports réguliers privés et de transports occasionnels. En 2009, son effectif était d'environ 85 salariés pour un parc de 65 véhicules répartis sur trois dépôts (Ferrières-en-Brie, Fontenay-sous-Bois et Chelles).

## Galerie

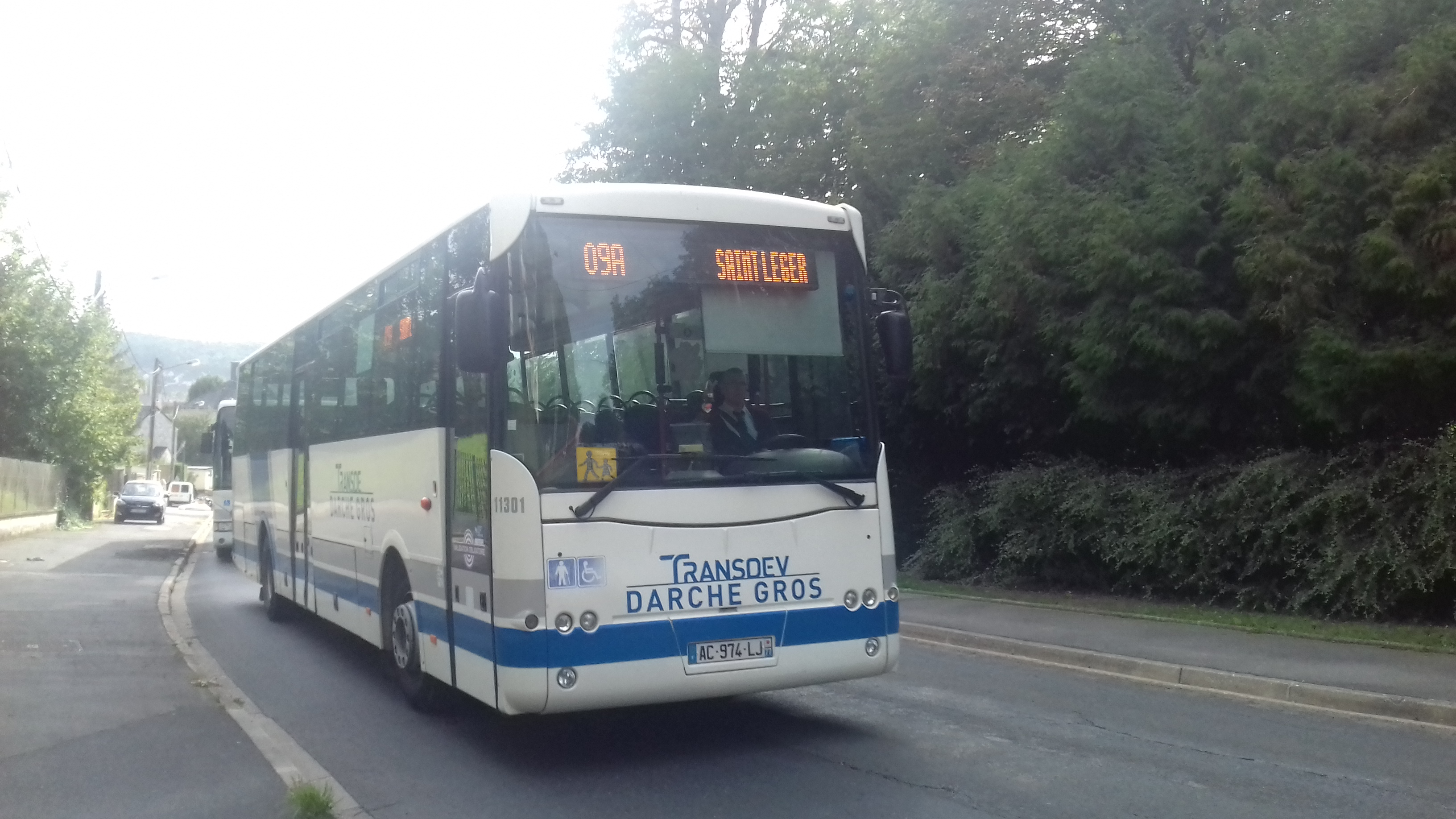
Fast Syter no 11301 sur la ligne 09A à Coulommiers.
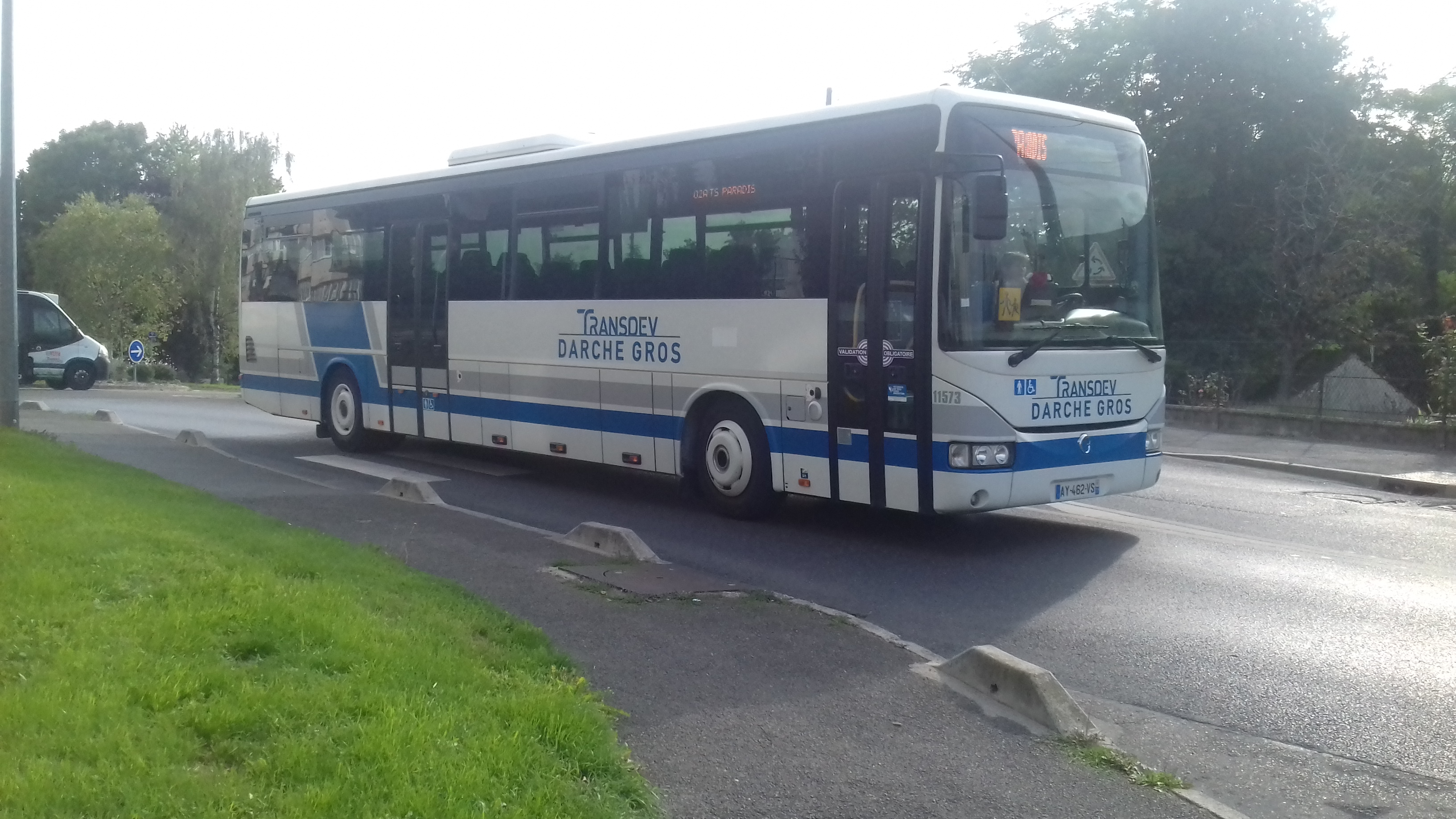
Irisbus Recreo II no 10913 sur un service Piscine à Coulommiers.
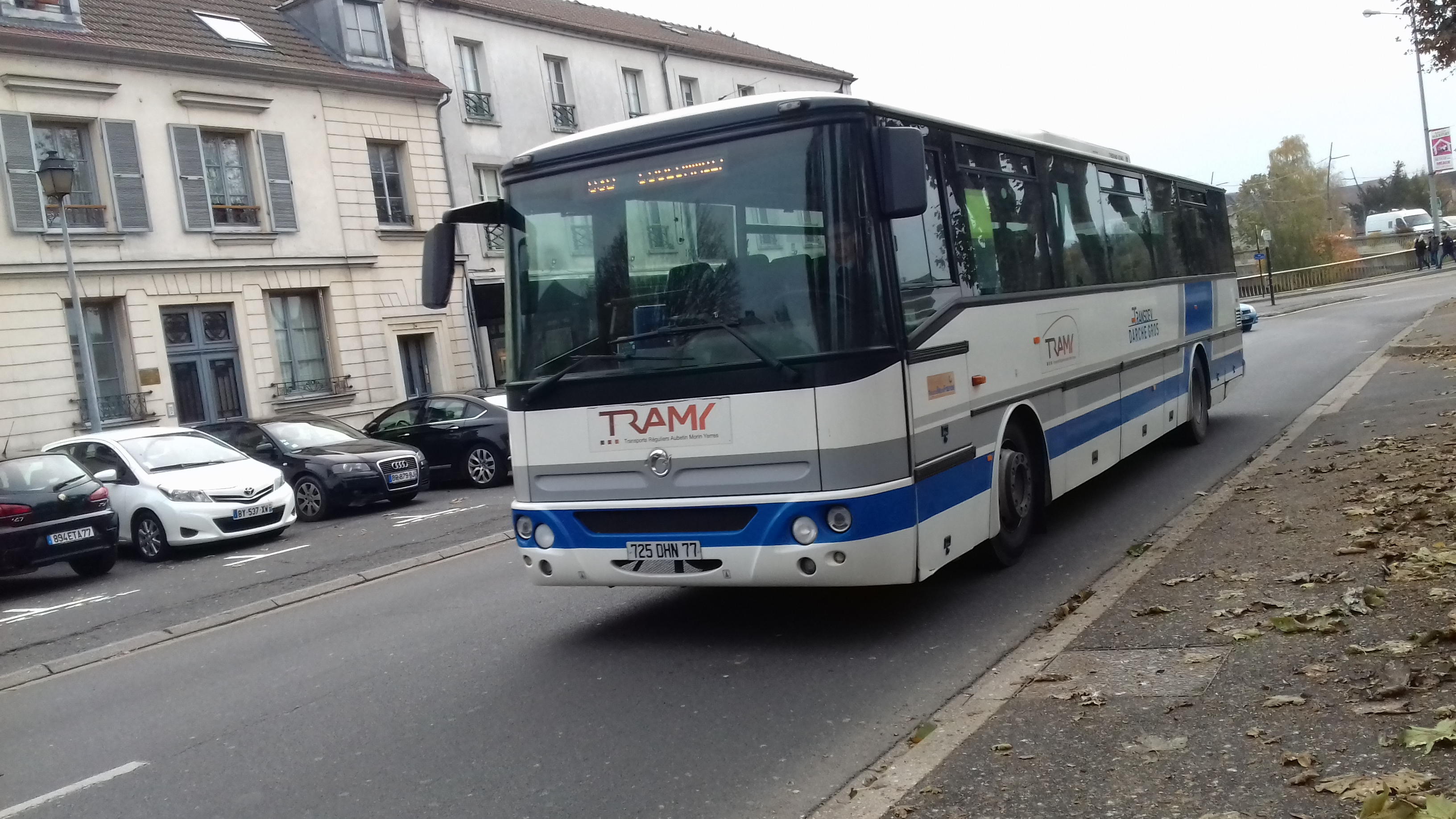
Irisbus Axer 12M C956.10.1074 no 10717 du réseau Tramy à Meaux.
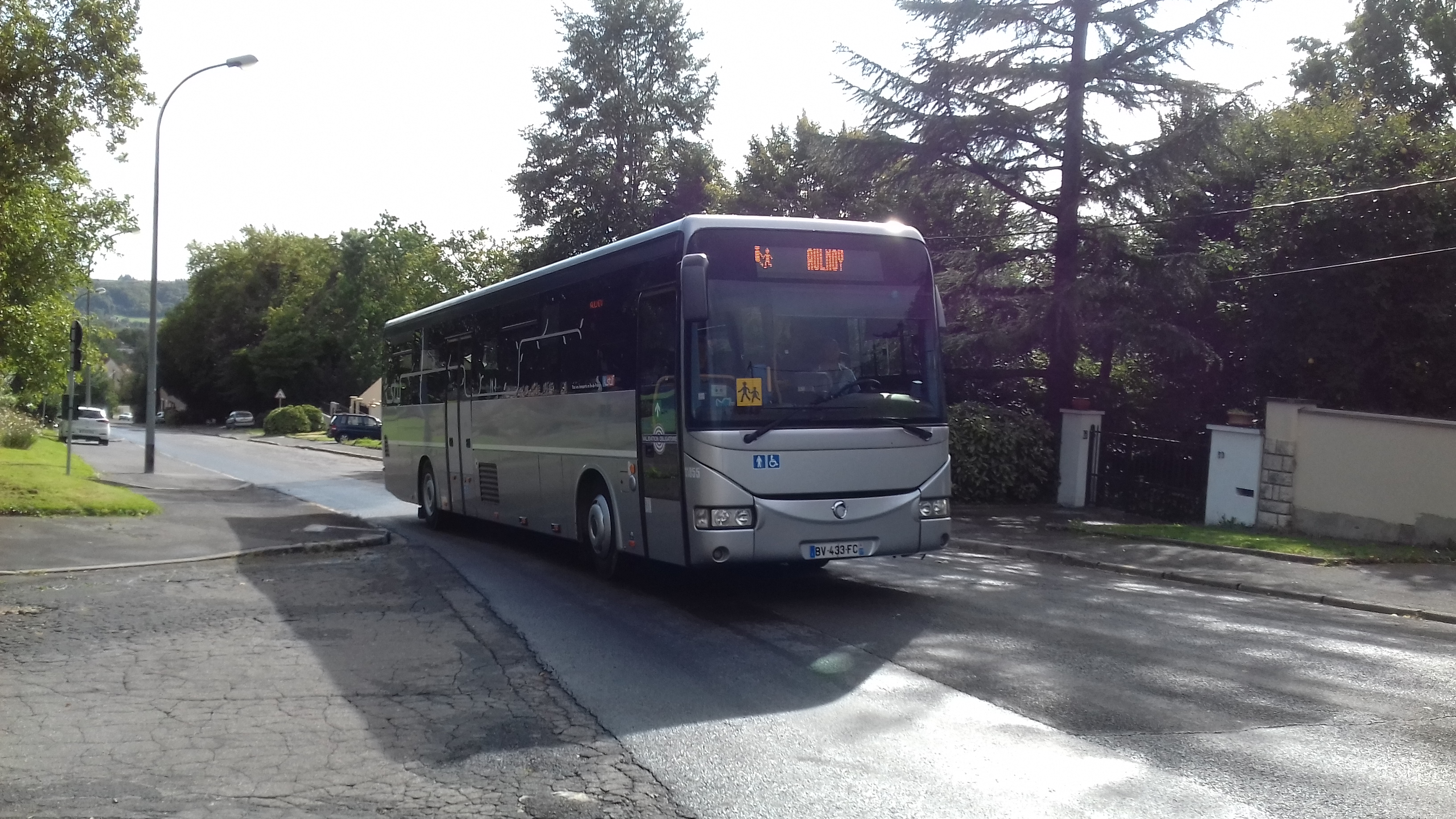
Irisbus-Iveco Crossway no 11855 sur la ligne 09 à Coulommiers.
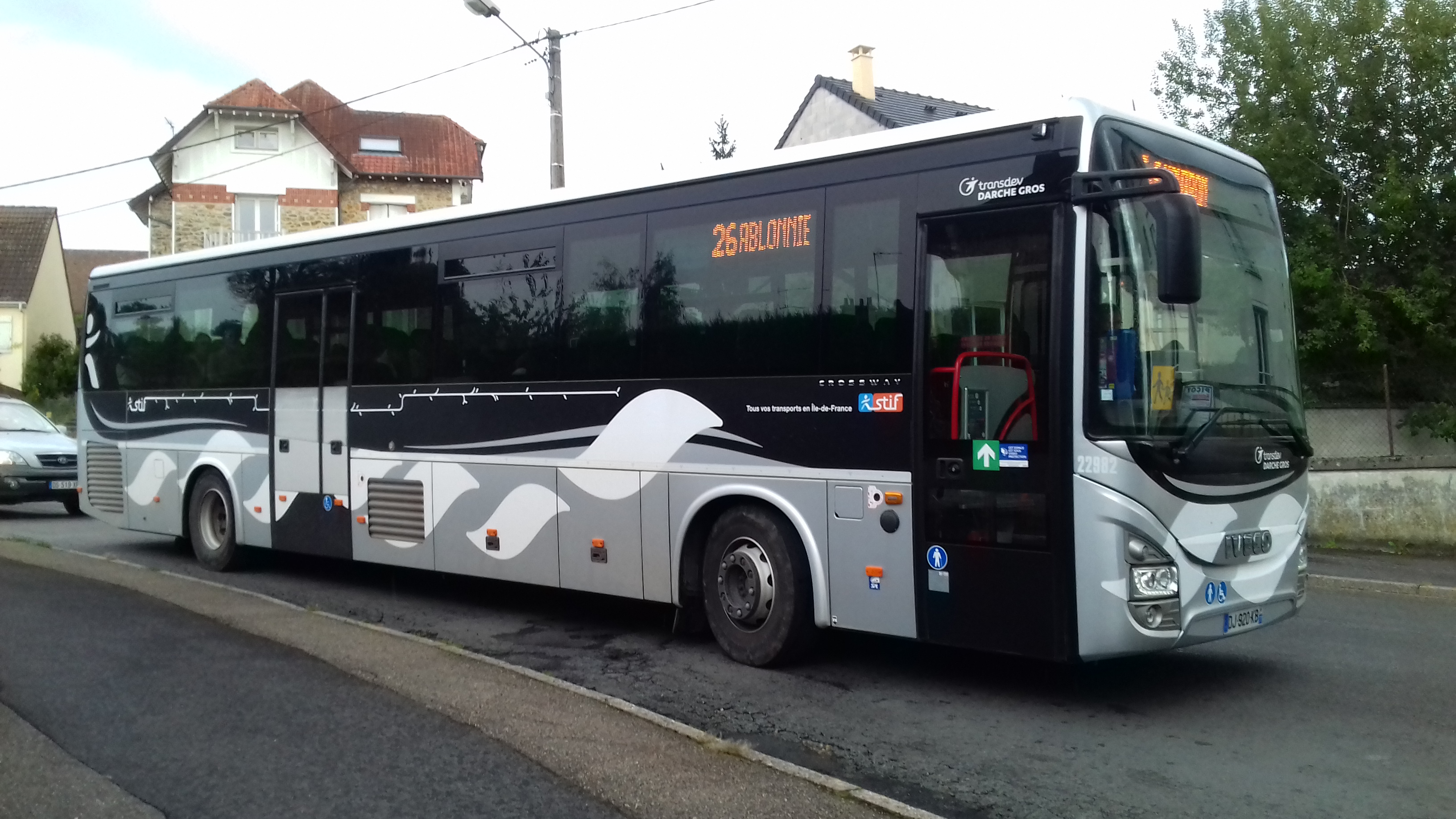
Iveco Crossway no 22982 sur la ligne 26 à Coulommiers.
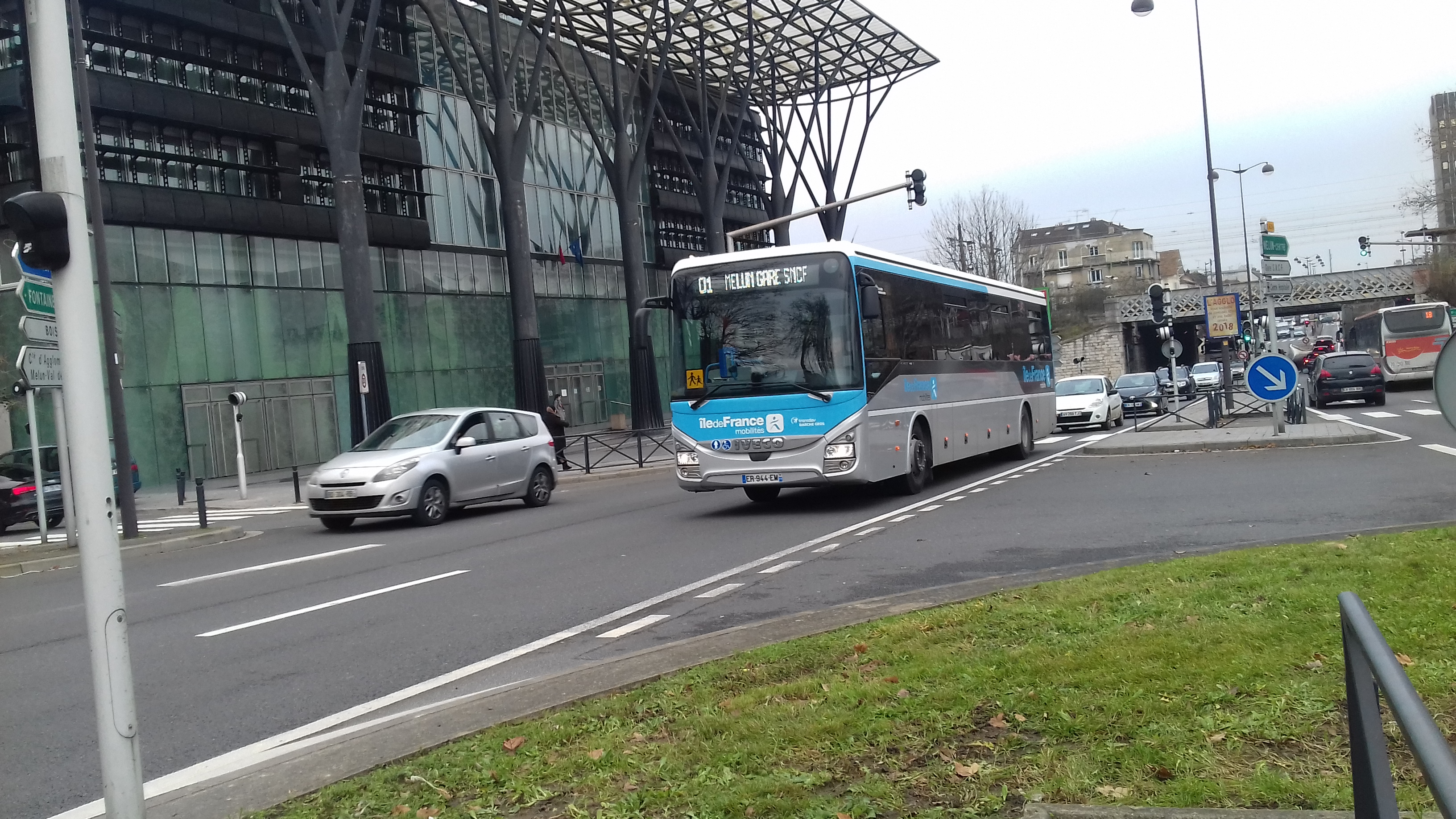
Iveco Crossway no 25938 sur la ligne 01 du réseau Seine et Marne Express à Melun.
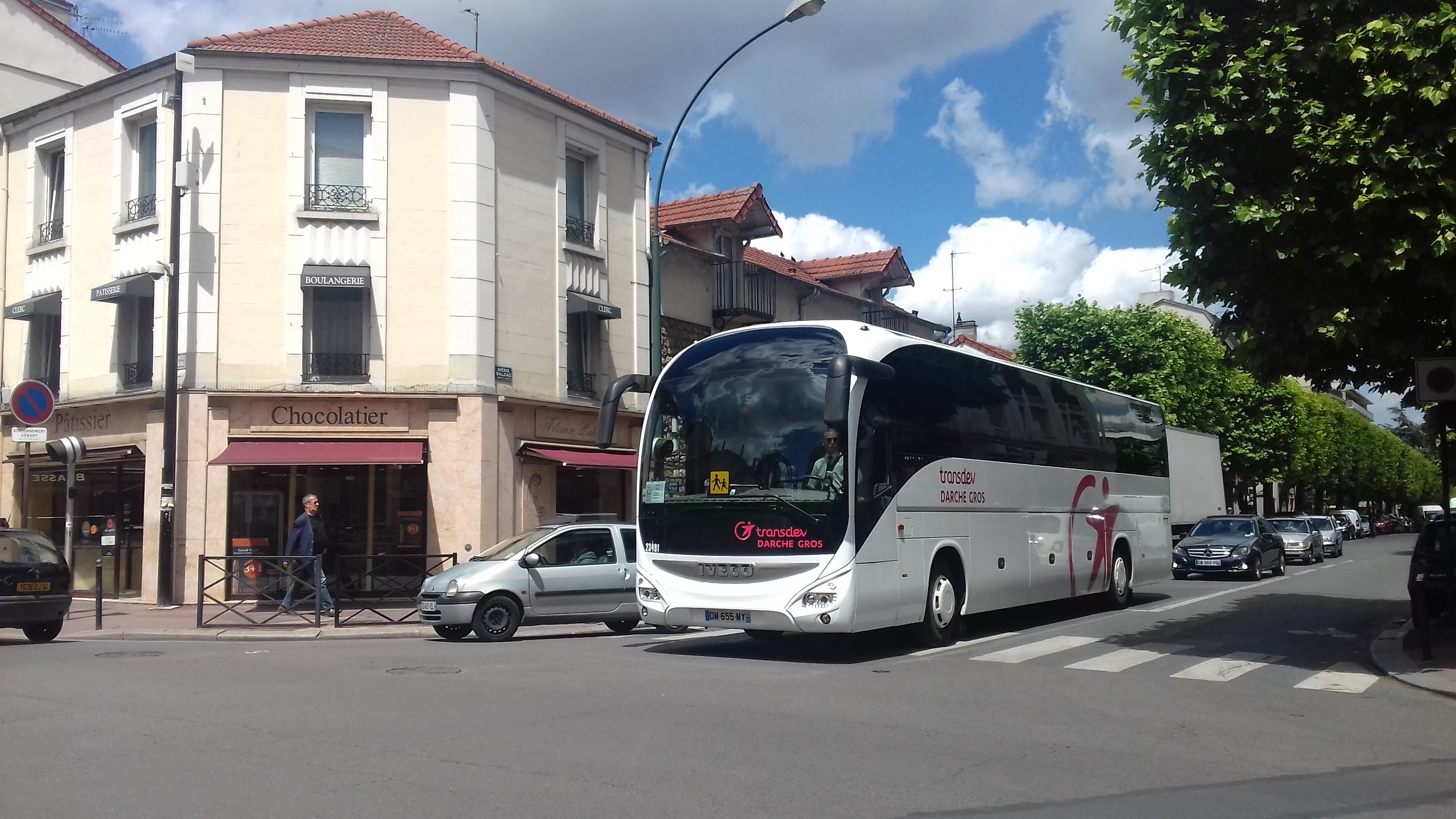
Iveco Magelys no 23491 à Saint-Maur-des-Fossés.
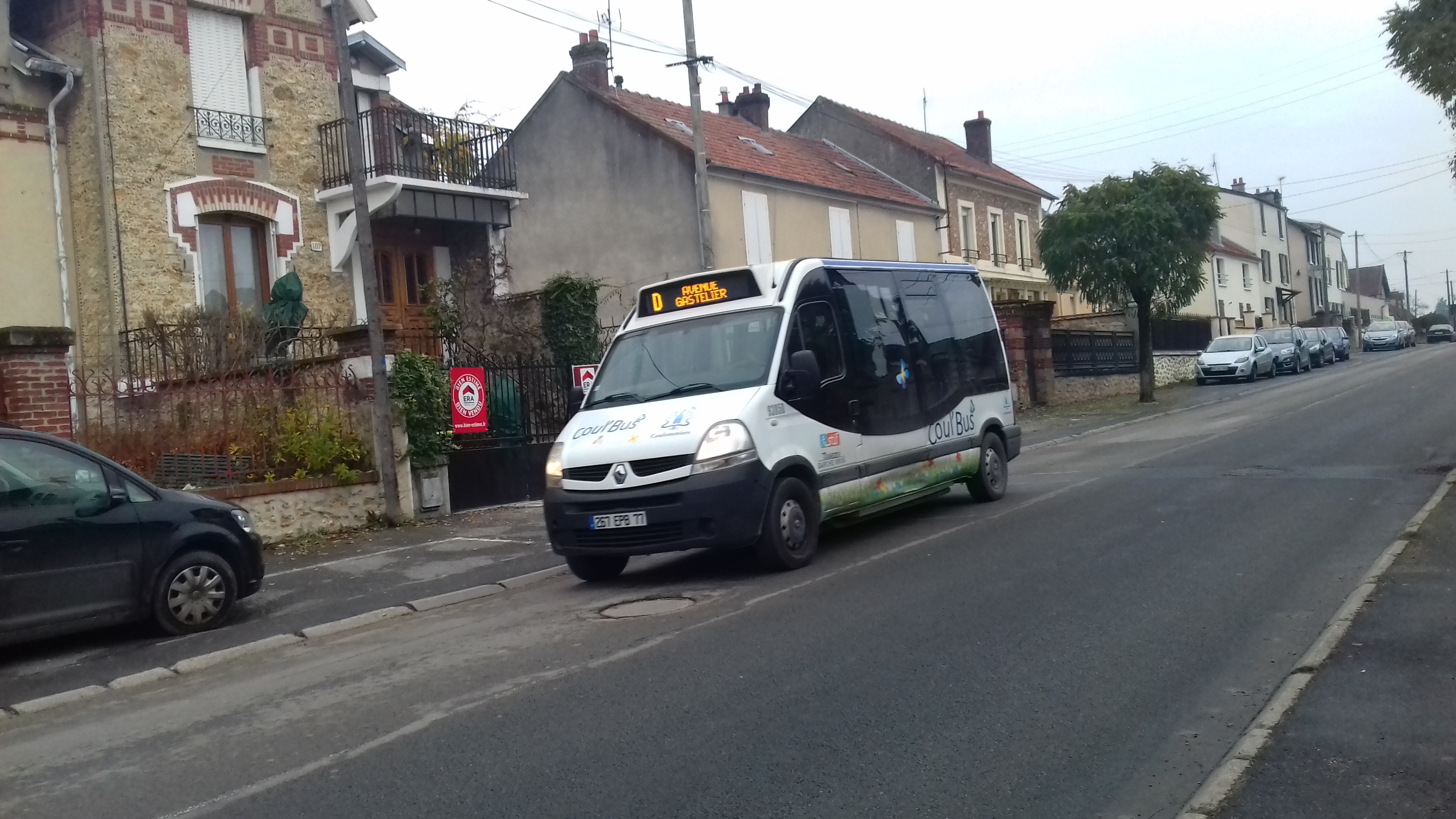
Renault Master no 93850 sur la ligne D du réseau Coul'bus à Coulommiers.
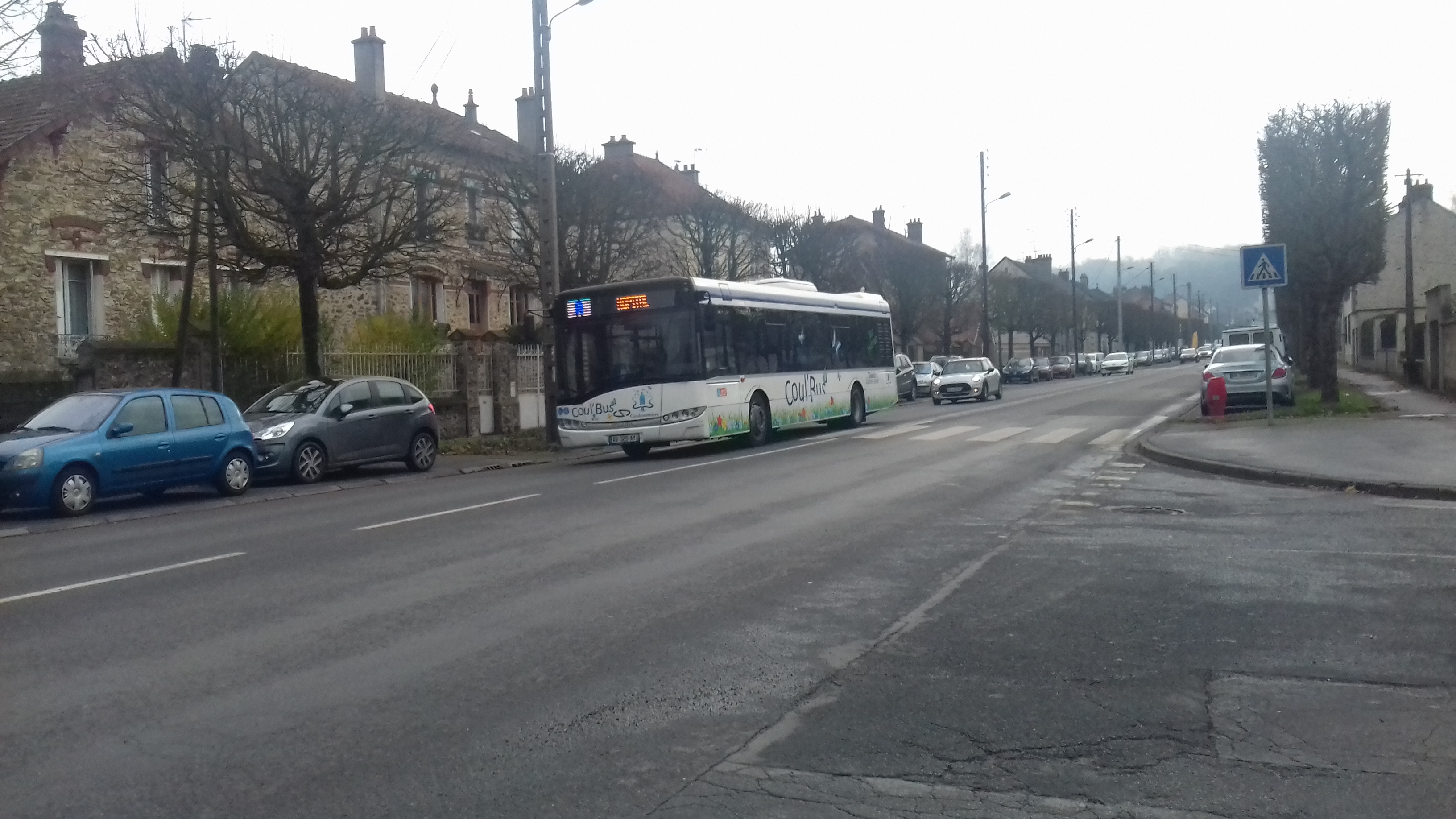
Solaris Urbino 12 Hybride no 94072 sur la ligne A du réseau Coul'bus à Coulommiers.

## Identité visuelle

Ancien logo de Darche-Gros jusqu'en 2013.